# 宇和島駅
宇和島駅（うわじまえき）は、愛媛県宇和島市錦町にある、四国旅客鉄道（JR四国）予讃線の駅である。宇和島市の代表駅であり、特急列車・宇和海が発着する。予讃線に加えて予土線の列車も乗り入れており、駅番号は予讃線がU28、予土線がG47である。

## 概要
1914年、当駅 - 近永駅間で開通した宇和島鉄道の駅として開業。1933年に国有化され、宇和島線の駅となったのち、1945年に卯之町駅 - 当駅間が松山駅方面から建設・延伸されていた予讃本線（現在の予讃線）に編入され、予讃本線所属駅となった（宇和島線の残る区間は1974年に予土線と改称されている）。
線路名称上は同線の単独駅であるが、隣の北宇和島駅を線路名称上の終着駅としている予土線の列車も引き続き当駅まで乗り入れているため、事実上2方向の列車が利用できる。予土線の観光列車、しまんトロッコやホビートレインなども全て当駅を発着する。
かつては当駅より南へ宿毛線を敷設する構想があったが、具現化することなく未成線となったため、当駅は線路が途切れた形の終着駅となっている。

## 歴史
- 1914年（大正3年）10月18日：宇和島鉄道の駅として開業。現在の宇和島市立城北中学校の位置にあった[2]。
- 1916年（大正5年）12月1日[3]：現在地に移転。
- 1933年（昭和8年）8月1日：宇和島鉄道の国有化により、国有鉄道宇和島線の駅となる[1]。
- 1945年（昭和20年）6月1日：卯之町駅 - 当駅間が予讃本線に編入され、予讃本線所属駅となる。
- 1951年（昭和26年）5月25日：戦災で仮復旧したバラックから二階建て鉄筋コンクリート造の駅舎に改築[4]。
- 1966年（昭和41年）4月19日：昭和天皇、香淳皇后が第17回全国植樹祭に合わせて県内を行幸啓。宇和島駅発、松山駅着のお召し列車が運転[5]。
- 1984年（昭和59年）2月1日：貨物の取扱を廃止[1]。
- 1987年（昭和62年）
  - 3月31日：貨物の取扱を再開[1]。但し蜜柑の出荷時期に限定した取扱で、臨時貨物列車のみの設定とされた。
  - 4月1日：国鉄分割民営化により、四国旅客鉄道（JR四国）と日本貨物鉄道（JR貨物）が継承[1]。
- 1996年（平成8年）10月1日：駅舎改築のため、仮設駅舎に移転[6]。
- 1998年（平成10年）4月2日：新駅舎使用開始[7]。
- 2006年（平成18年）4月1日：JR貨物の駅（貨物の取扱）が廃止[8]。定期貨物列車の設定には至らないまま廃止された。
- 2016年（平成28年）3月26日：しおかぜ及びいしづちへの8600系投入により松山以西は系統分離され、当駅からの特急は宇和海のみとなった[9]。
- 2021年（令和3年）10月以降：みどりの券売機プラスの利用を開始[10]。
- 2022年（令和4年）
  - 1月31日：この日をもってみどりの窓口の営業を終了[10][11]。
  - 12月28日：この日をもって、「宇和島駅ワーププラザ」の営業を終了[12]。

## 駅構造
頭端式ホーム2面3線を持つ地上駅。駅改良の前は線路は駅より先に集まり、車止めは1つのみであった。松山方面の特急列車は全て改札口前の1番線から発着する。1番線、2番線の線路の先端部分は、若干右にカーブしている。
2番線・3番線は1番線よりホームが短く、原則普通列車のみが使用する（一部1番線に発着する普通列車もある）。1・2番線の間には給油設備がある。
直営駅。キオスクは待合室横と駅舎外の2か所にあったが統合され、ビッグキヨスク宇和島店としてリニューアルオープンしている。その後セブン-イレブンに転換され、セブン-イレブンKiosk宇和島店となった。
駅構内に車両基地の宇和島運転区を併設し、夜間滞泊もある。

### のりば
| のりば  | 路線    | 行先                       | 備考                          |
| ------- | ------- | -------------------------- | ----------------------------- |
| 1・2・3 | ■予讃線 | 八幡浜・伊予大洲・松山方面 | 特急はすべて1番のりばから発車 |
| 1・2・3 | ■予土線 | 江川崎・窪川方面           |                               |

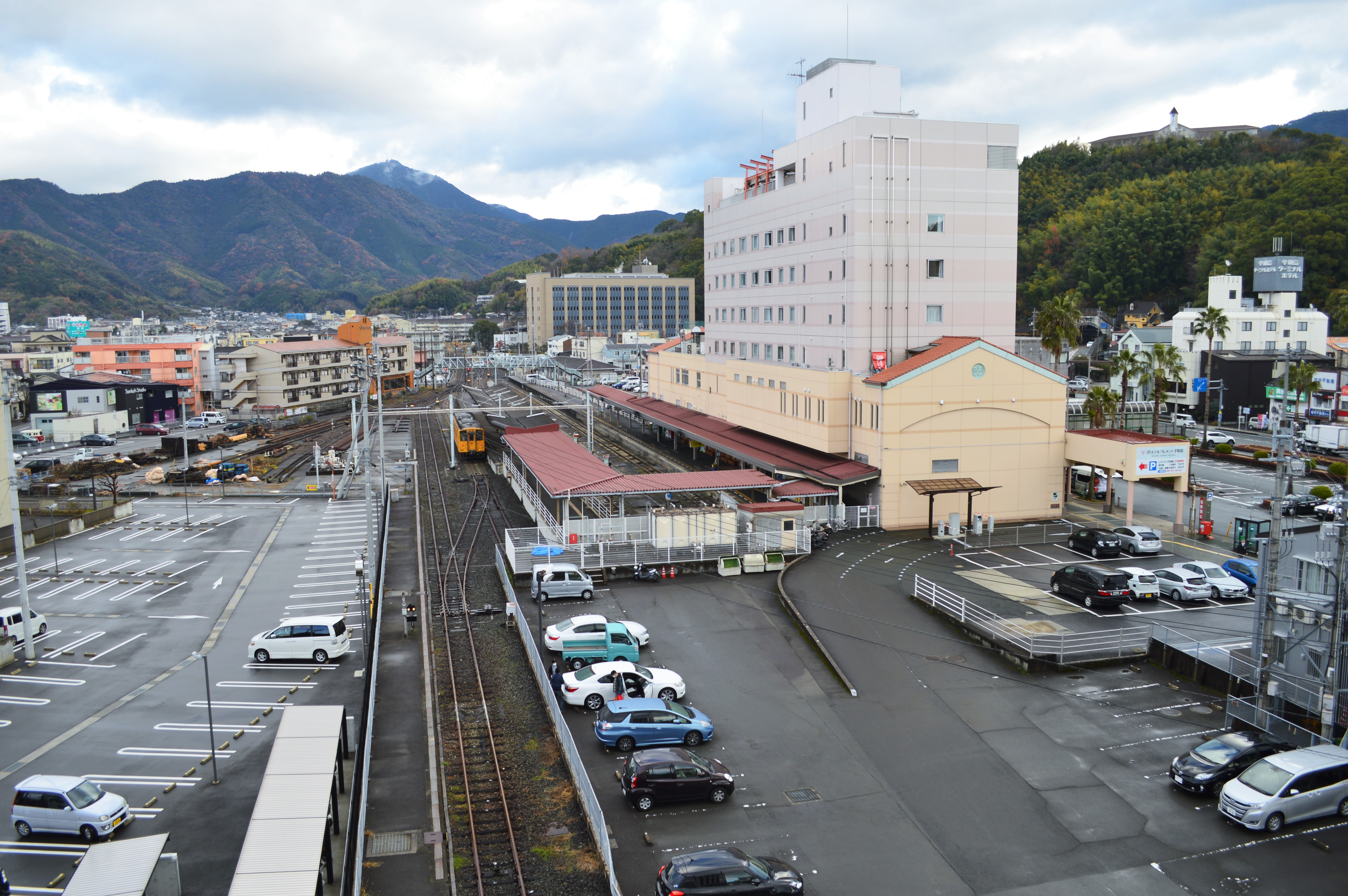
駅外観（2020年12月）
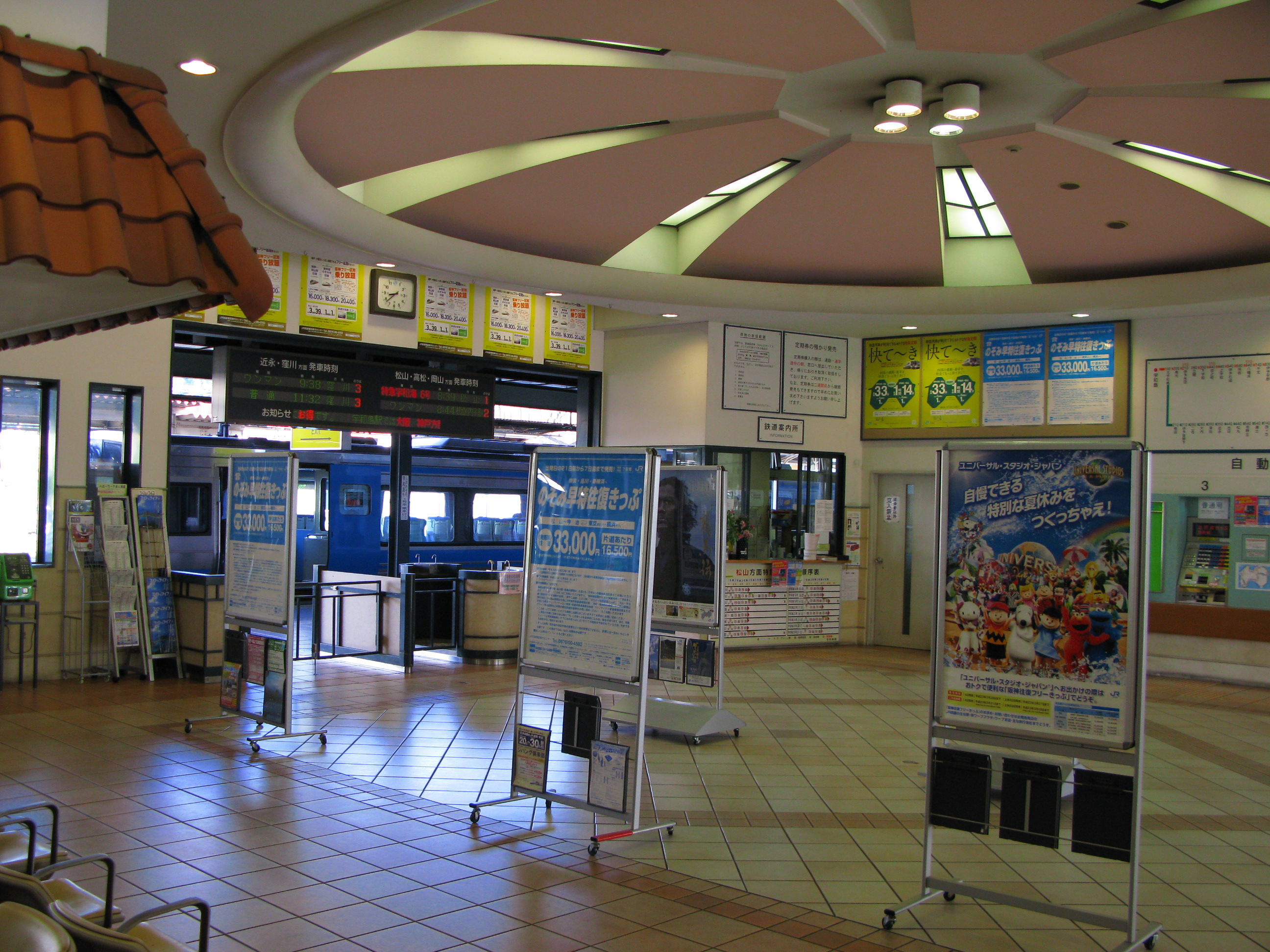
コンコース（2010年8月）
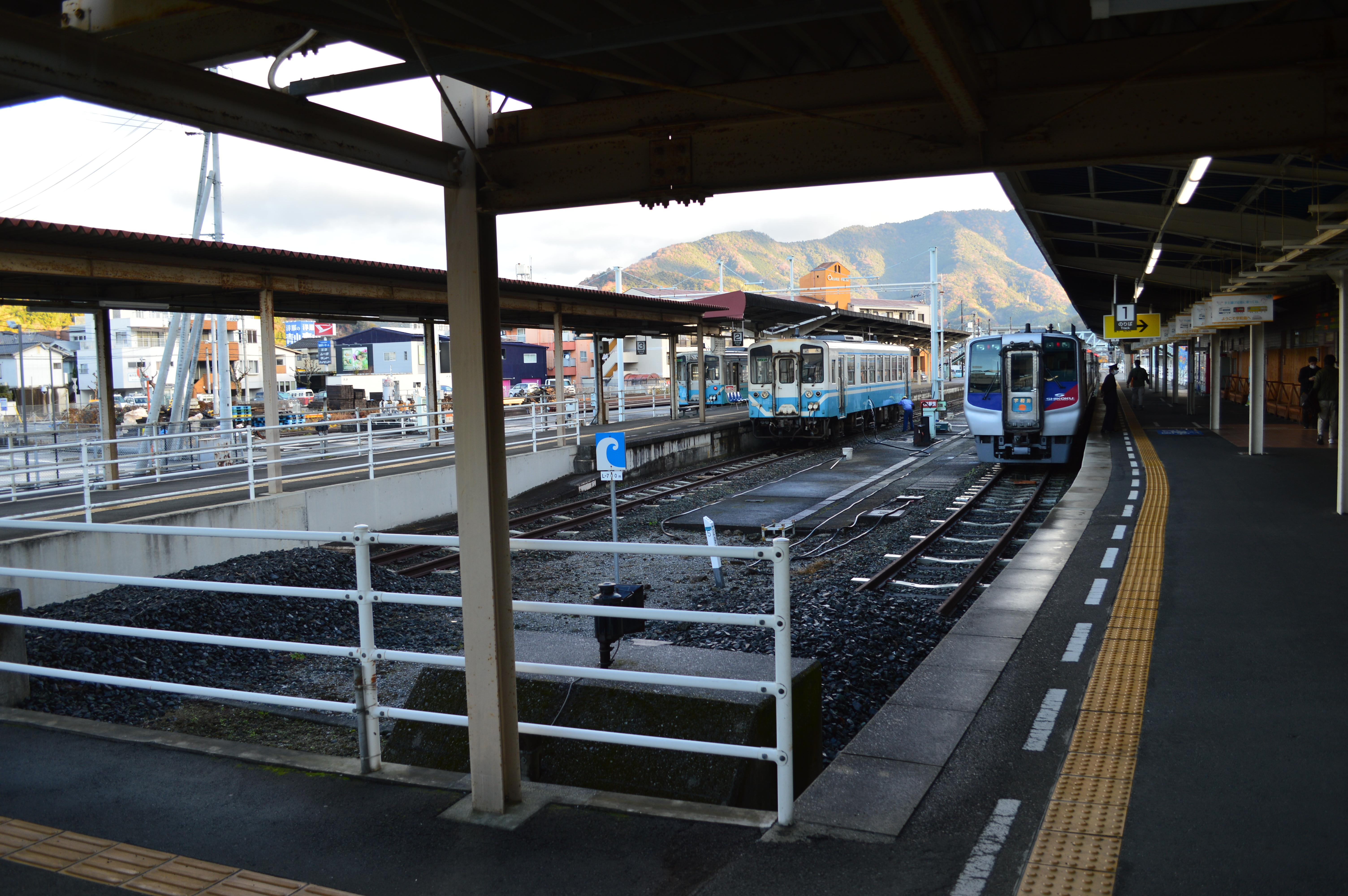
駅構内（2020年12月）
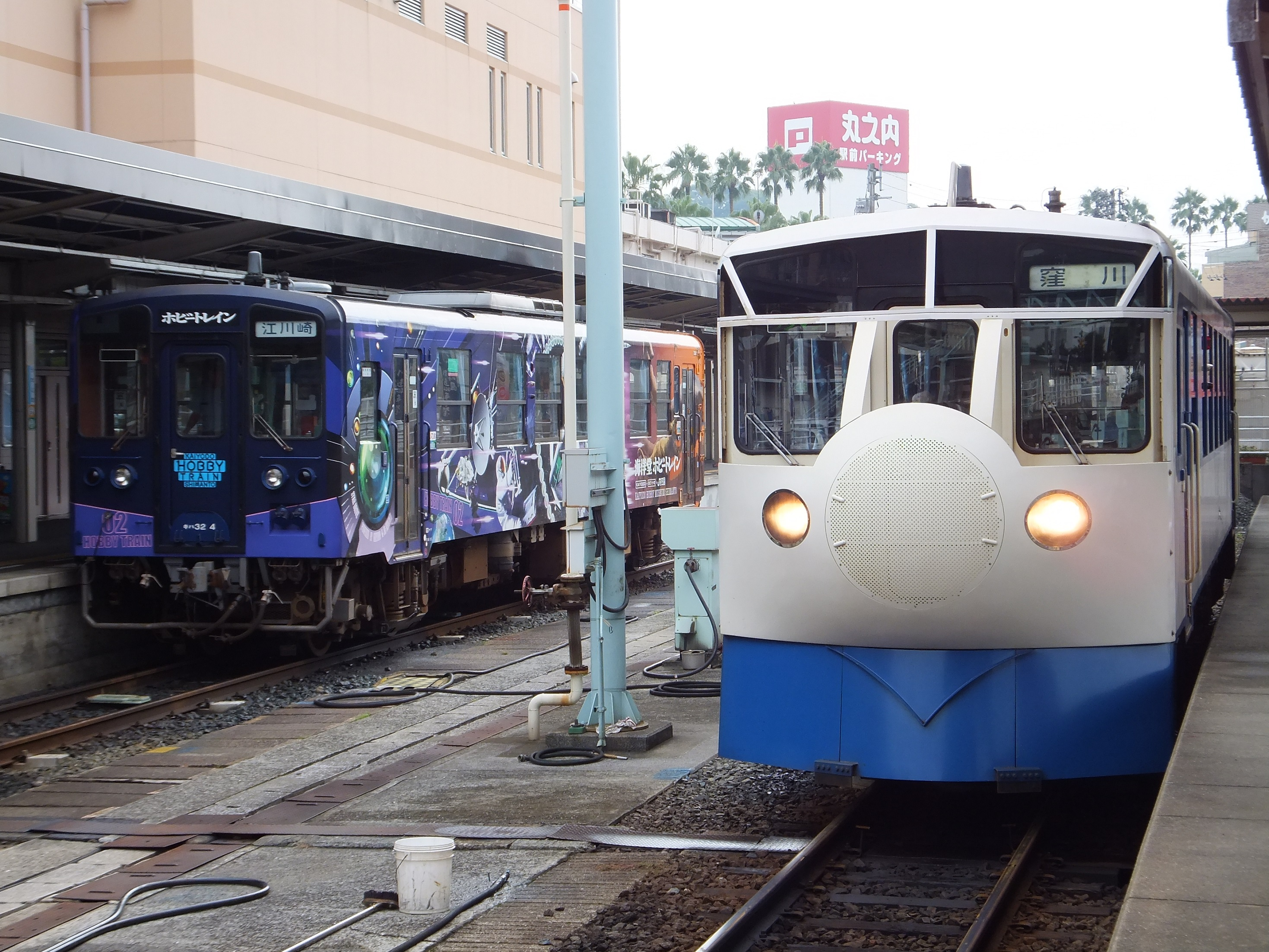
停車中のホビートレイン（2015年9月）

## 駅弁
2022年時点で発売はない。なお、過去に発売していた主な駅弁は下記の通り。
- じゃこ天むす弁当
- 宇和島のにぎやか弁当

かつては「ときわ食堂」で調製されていた「斗牛弁当」が名物で鉄道ファンや旅行者に親しまれていたが、BSE問題などが原因で2002年頃に発売終了となった（「ときわ食堂」はその後も店舗で「斗牛定食」などを出していたが廃業した）。その後、「おむすび屋片山」が幕の内弁当「えきべん」を発売開始したが2006年で駅弁販売から撤退したため終了した。撤退後は近隣の鮮魚店「森田屋」が「斗牛弁当」を復刻する形で「牛鬼弁当」をキオスクのみで発売開始したが、これも2012年頃に調整元がキオスク販売から撤退したため発売を終了した。

## 利用状況
2017年（平成29年）度の1日平均の乗車人員は1,290人であり、これはJR四国で17番目に多い。
各年度の1日平均乗車人員は以下のとおり。
| 年度   | 1日平均 乗車人員 |
| ------ | ---------------- |
| 2000年 | 1,754            |
| 2001年 | 1,669            |
| 2002年 | 1,571            |
| 2003年 | 1,579            |
| 2004年 | 1,516            |
| 2005年 | 1,483            |
| 2006年 | 1,421            |
| 2007年 | 1,360            |
| 2008年 | 1,384            |
| 2009年 | 1,297            |
| 2010年 | 1,251            |
| 2011年 | 1,267            |
| 2012年 | 1,258            |
| 2013年 | 1,279            |
| 2014年 | 1,369            |
| 2015年 | 1,362            |
| 2016年 | 1,319            |
| 2017年 | 1,320            |

## 駅周辺

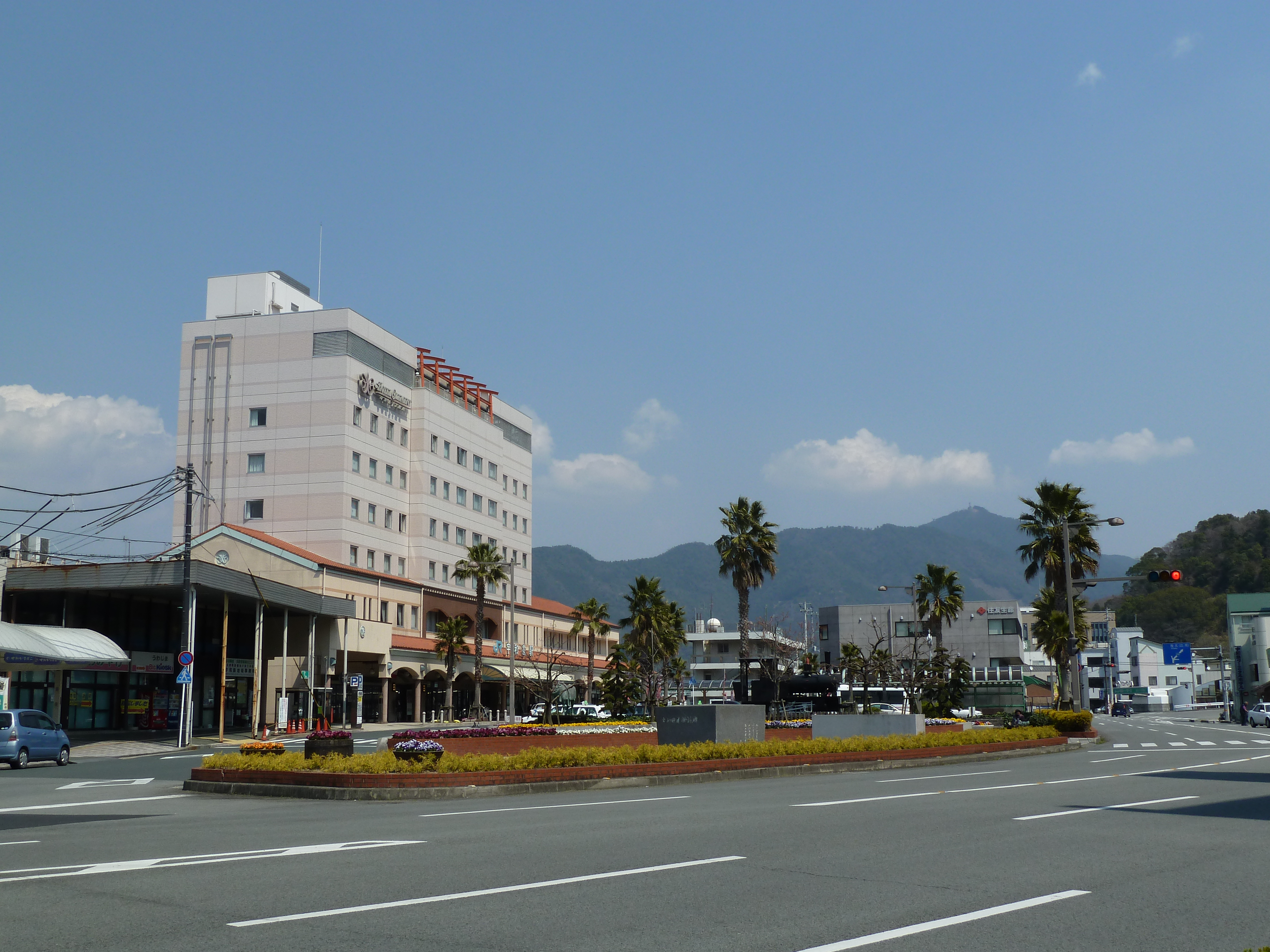
駅前周辺（2011年3月）

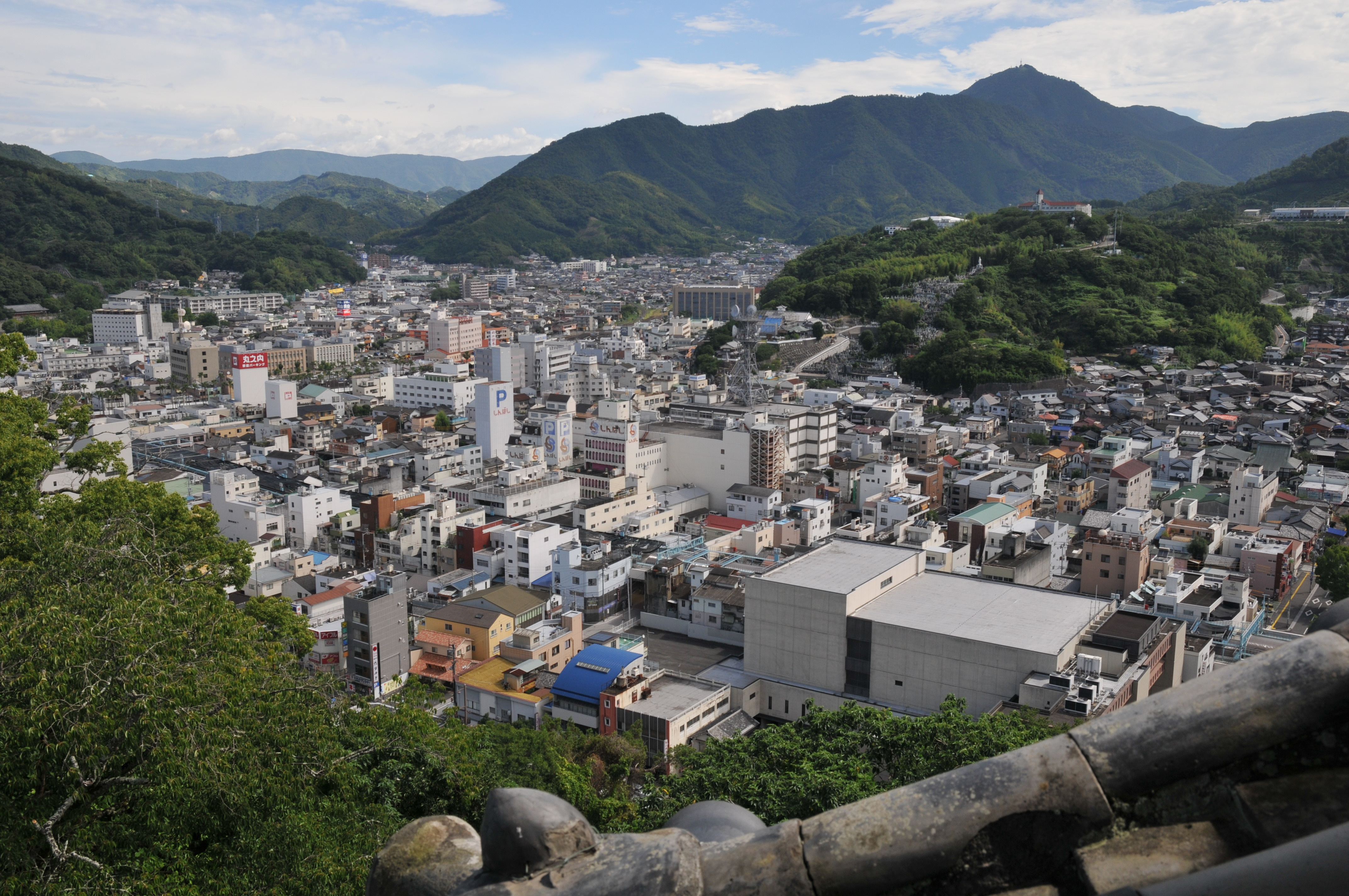
宇和島城より望んだ駅周辺の市街地（2009年7月）

宇和島市の代表駅で、辺りは宇和島市の中心街である。
- JRホテルクレメント宇和島（駅ビルに入居）
- 宇和島市学習交流センター「パフィオうわじま」
  - 施設内に生涯学習センター、市立中央図書館、子育て世代支援センターがある。
- フジ宇和島店
- うわじま銀天街
- 和霊神社
- 龍光院（四国別格二十霊場第6番）
- 宇和島城
- 宇和島市立伊達博物館
- 天赦園
- 宇和島市役所
- 宇和島市総合体育館
- 宇和島市立南予文化会館
- 愛媛県南予地方局
- 宇和島地方合同庁舎
  - 宇和島労働基準監督署
  - 松山地方法務局宇和島支局
  - 松山保護観察所宇和島駐在官事務所
- 宇和島年金事務所
- 宇和島公共職業安定所（ハローワーク宇和島）
- 松山地方裁判所宇和島支部、松山家庭裁判所宇和島支部、宇和島簡易裁判所
- 松山地方検察庁宇和島支部、宇和島区検察庁
- 宇和島税務署
- 宇和島警察署駅前交番
- 国道320号
- 国道56号
- 国道56号宇和島道路宇和島朝日IC

## バス路線
宇和島駅前には宇和島自動車のバスが乗り入れている。多くの路線バスは駅から約800メートル離れた宇和島バスセンターが起終点となっており、高速バスなども同センター発着となっている。
- 津島・城辺・宿毛方面
- 大洲・伊予市・松山・道後温泉方面
- 吉田方面
- 松野方面
- 野村方面
- 市内バス
- 松山空港線（空港直行リムジンバス・運休中）
  - 神戸・大阪行きの高速バスは駅前には入らず、宇和島バスセンターから発着している。

## その他

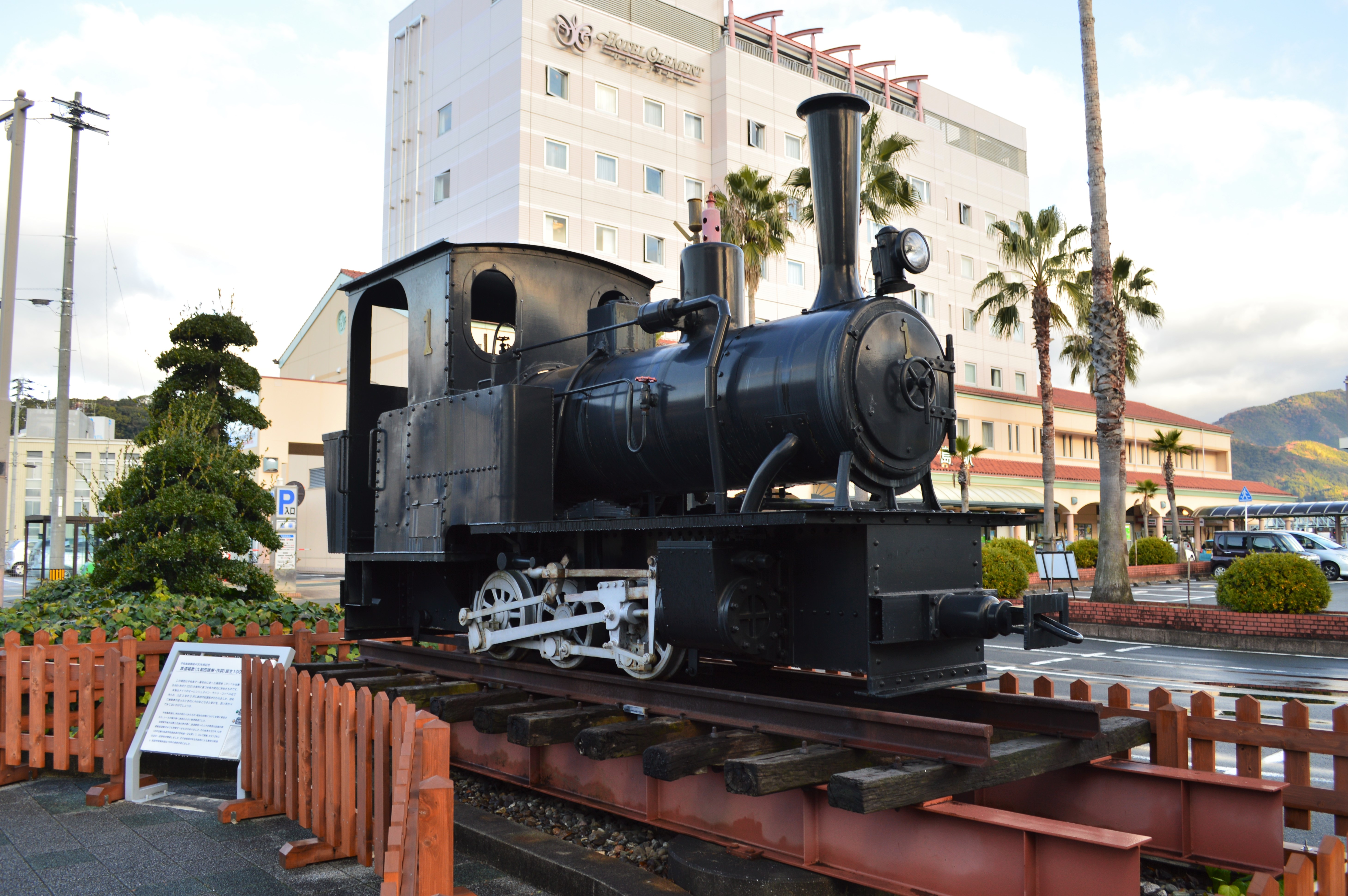
駅前に展示されている、私鉄宇和島鉄道の蒸気機関車のレプリカ

- 駅前広場に展示されている蒸気機関車は軽便鉄道である宇和島鉄道の時代に走っていたコッペル社（ドイツ）製1号機関車のレプリカ。作詞家大和田建樹の出身地ということで、鉄道唱歌のメロディが流れる装置が手前に設けられている。
- 駅前に大和田建樹の鉄道唱歌歌碑がある。
- 小説家司馬遼太郎は、紀行文集『街道をゆく・南伊予・西土佐の道』において当駅で線路が途切れていることに感動し、宇和島が鉄道文明の面からも際涯であると感じた、と紹介した。
- 歌手松山恵子の出身地であることを記念して改札横に「お恵ちゃん電話ボックス」が存在する。
  - 代表曲である「お別れ公衆電話」にちなんだものだが、この電話ボックス自体は携帯電話専用で公衆電話はボックス外にある。
- 駅舎改築前にあった当駅の赤いネオン看板は大竹伸朗が譲り受けて所蔵している。
- 駅構内にはJR四国管轄駅で唯一、蒸気機関車の扇形機関庫・転車台・給水塔が現存する。
- 1番線と2番線の間には気動車への給油設備があり、列車がホーム停車中に給油をする光景が見られる。

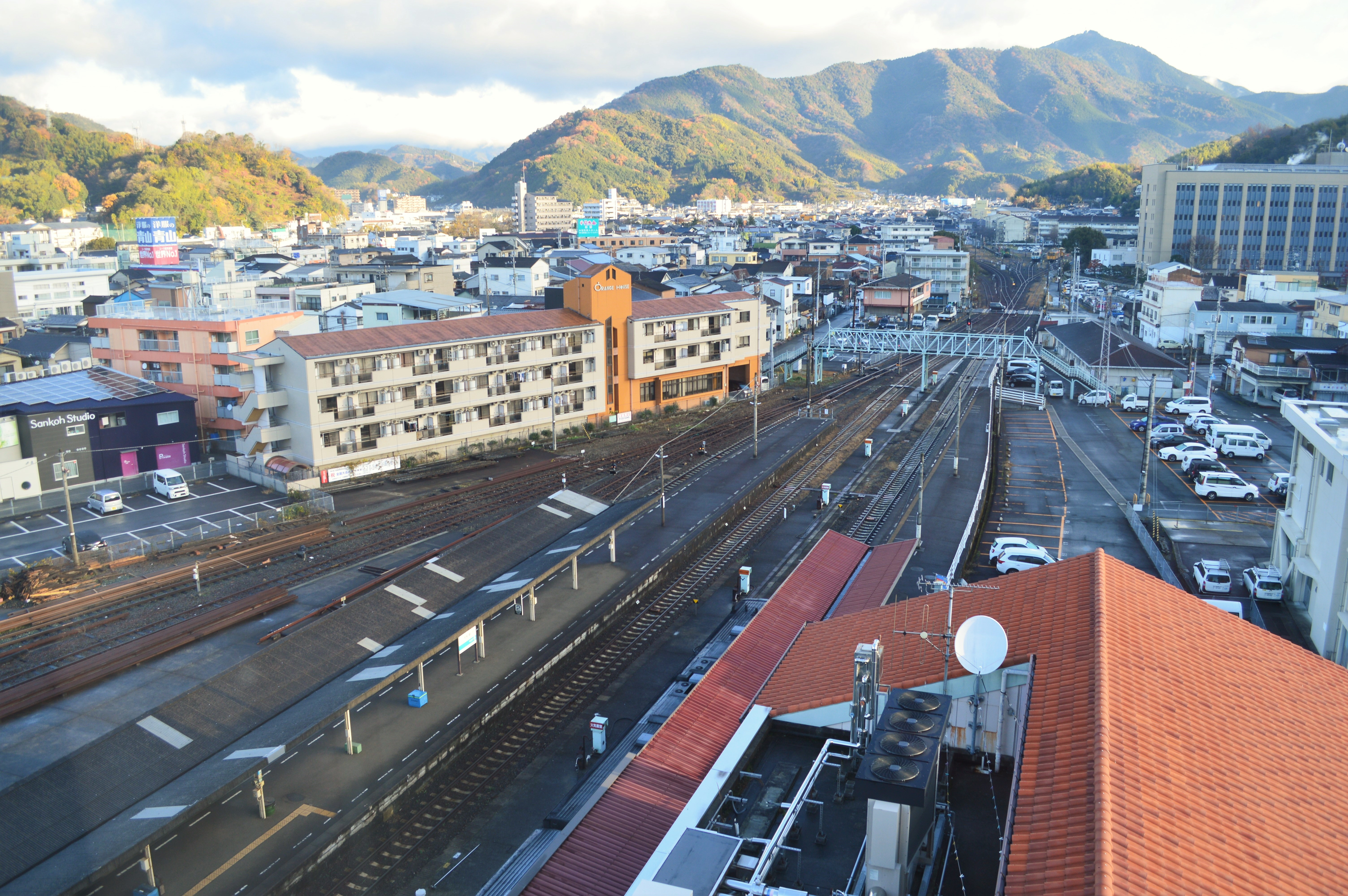
右奥に宇和島運転区を望む （2020年12月）
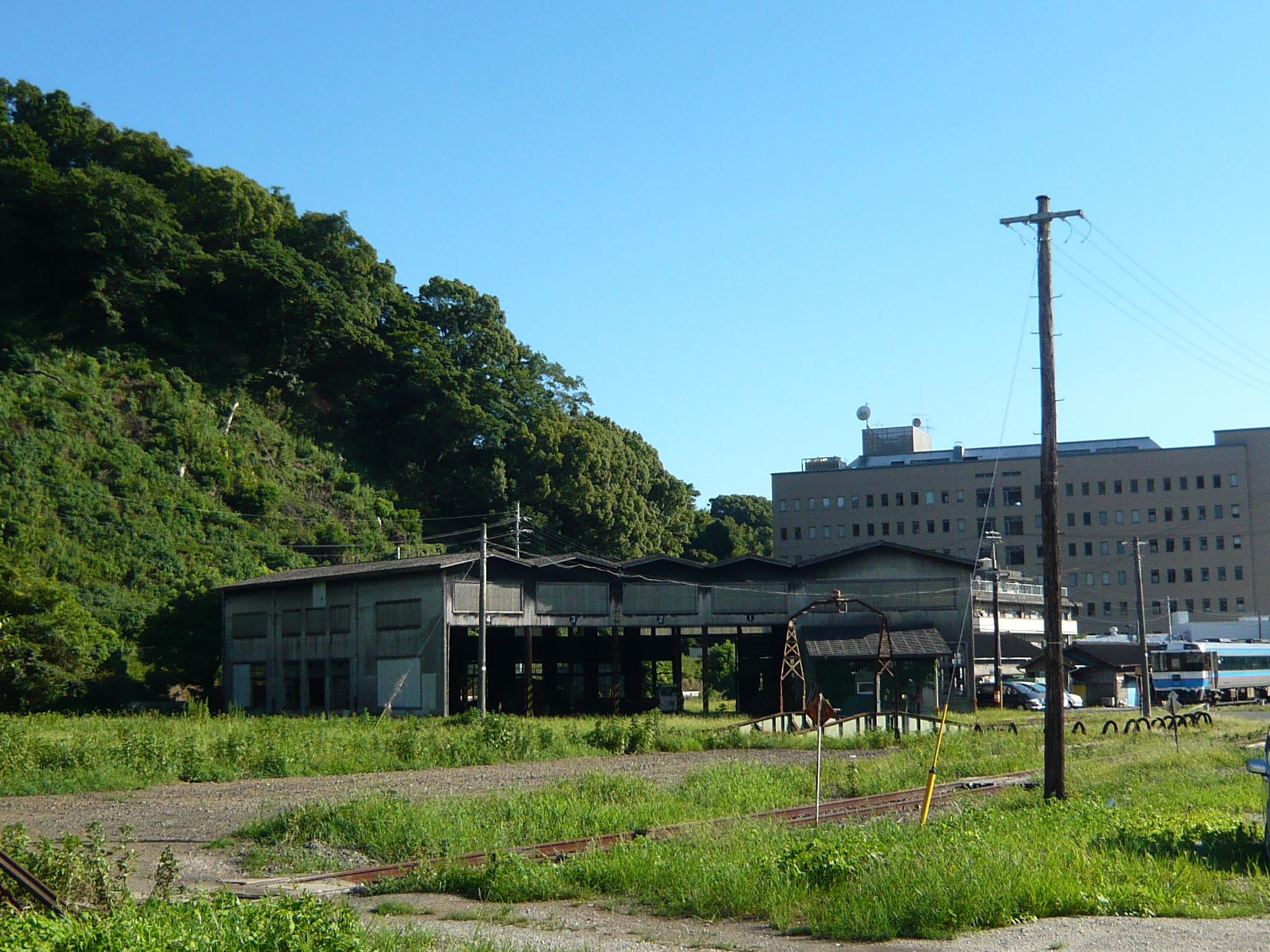
扇状機関庫（2008年8月）
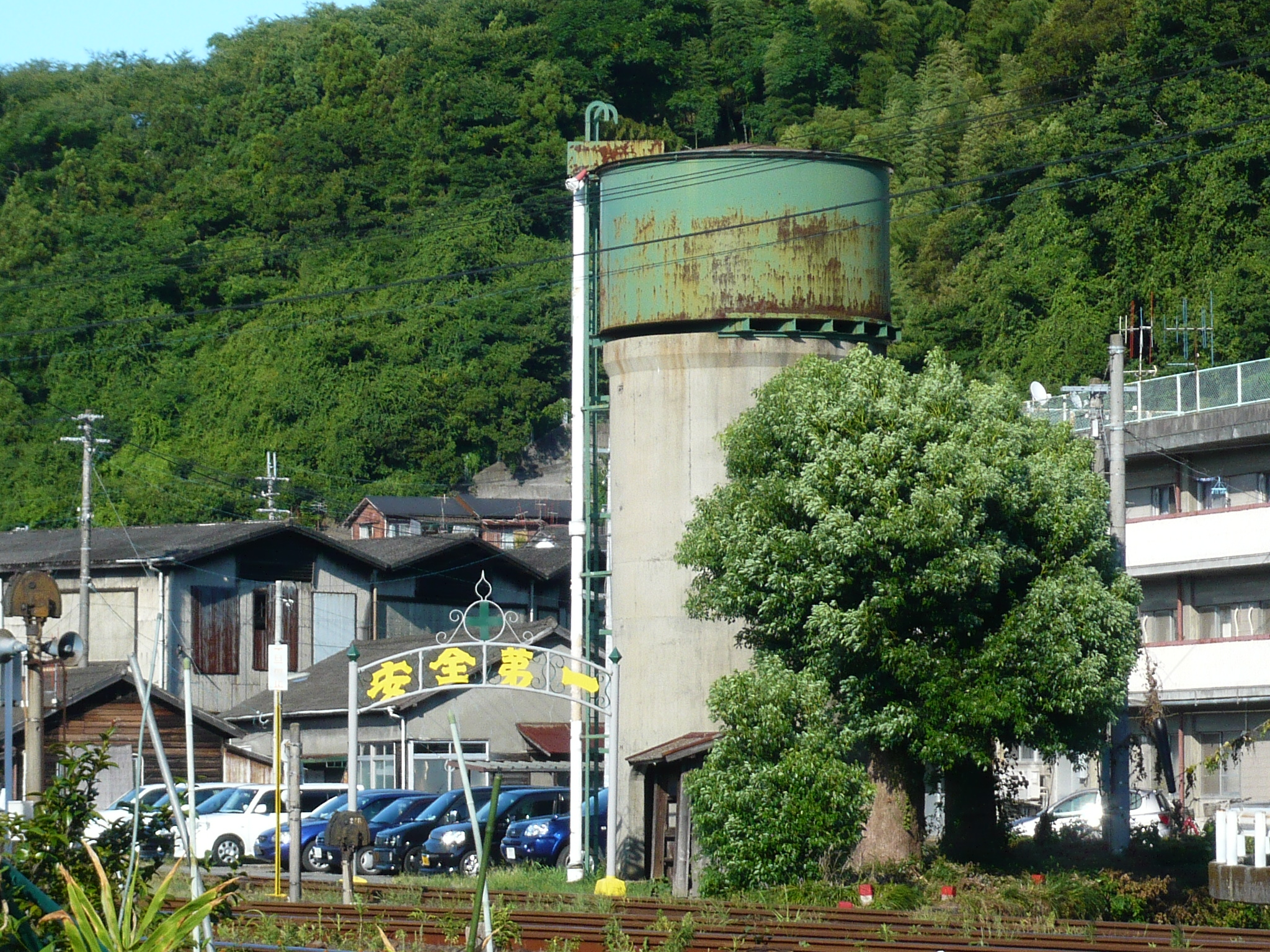
給水塔（2008年8月）
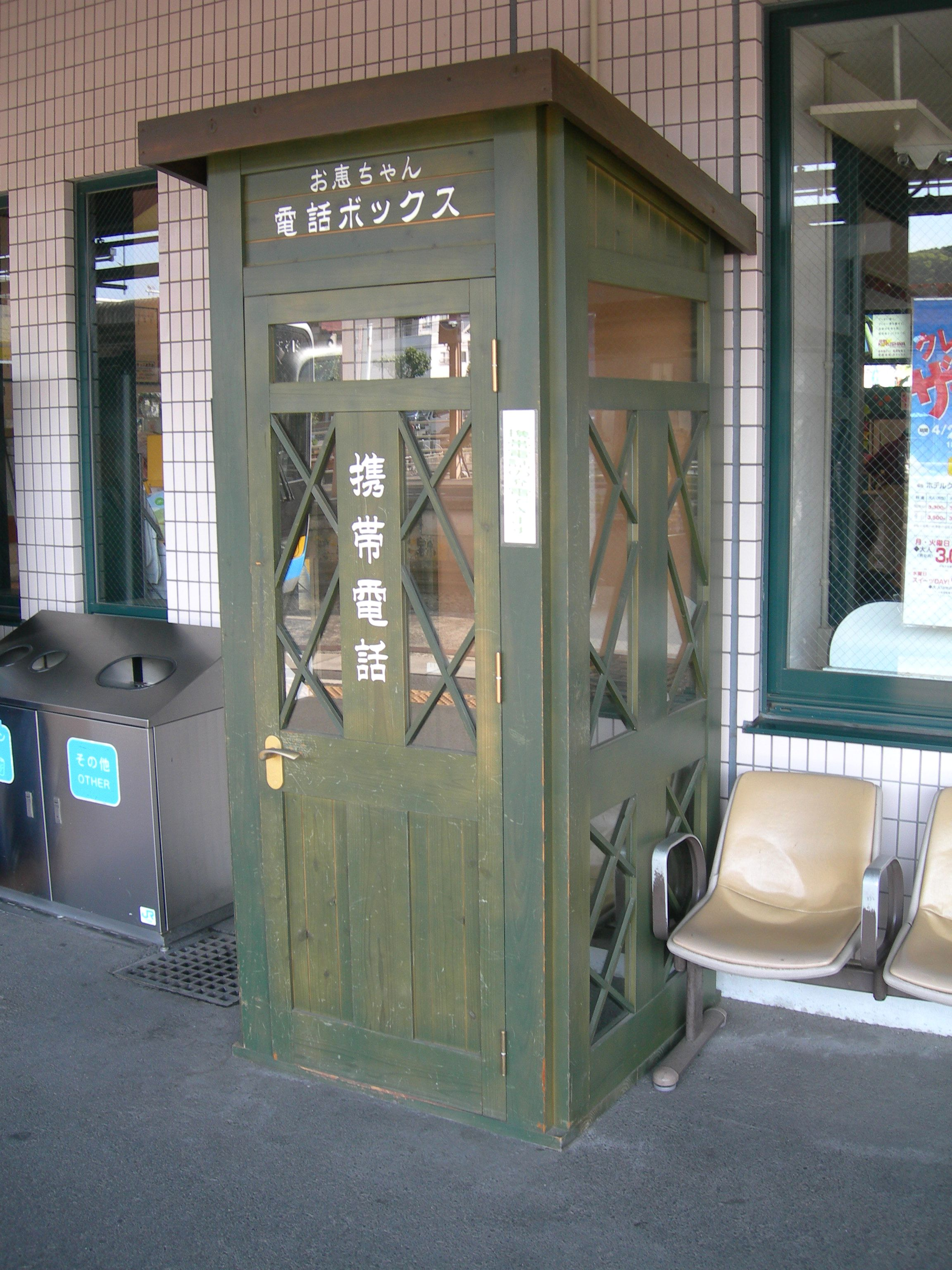
お別れ公衆電話」を記念した電話ボックス （2010年5月）
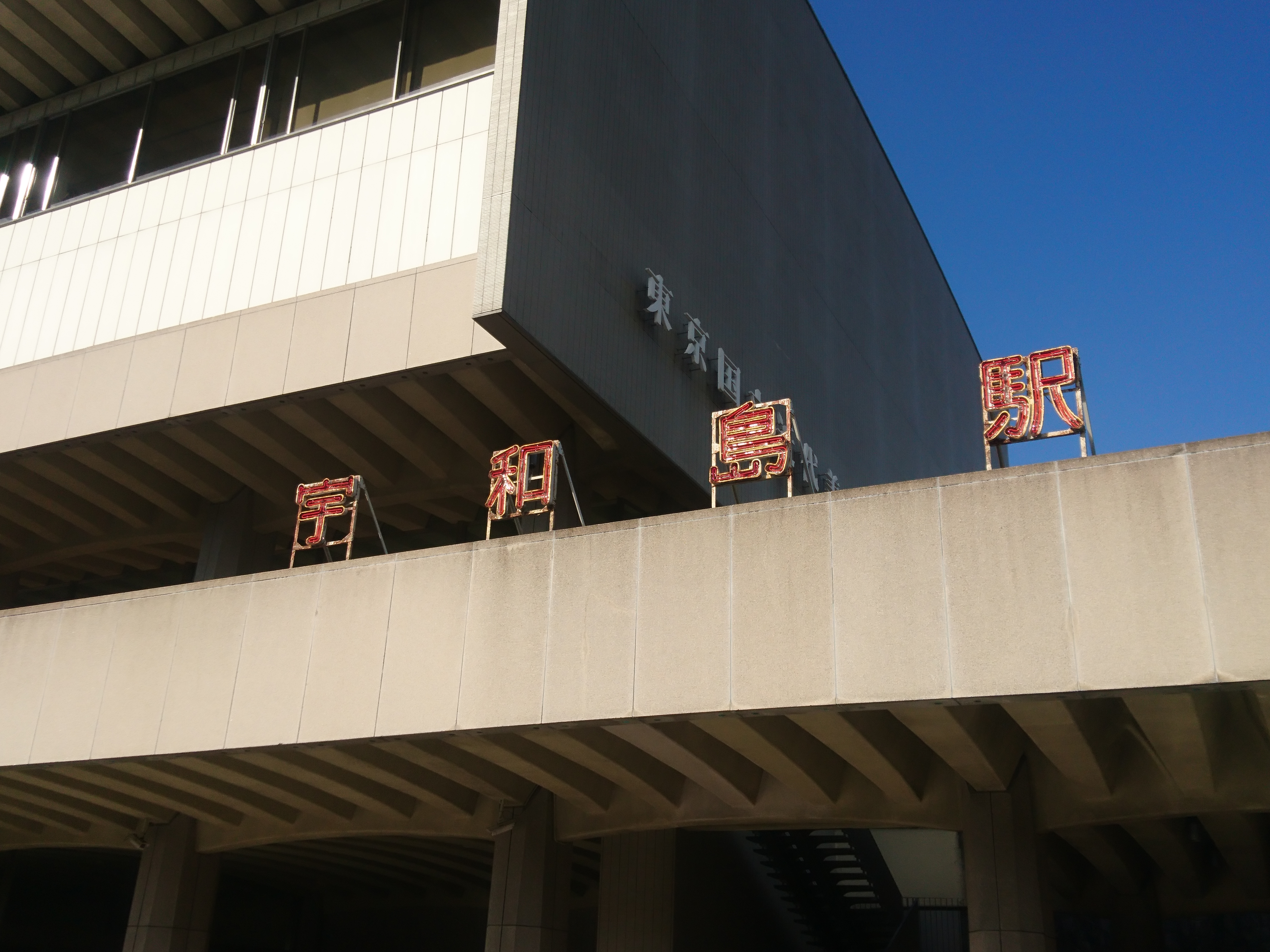
かつて当駅にあった赤いネオン看板（2022年12月）

## 隣の駅
※予讃線の特急「宇和海」の隣の停車駅は、各列車記事を参照のこと。
四国旅客鉄道（JR四国）
■予讃線・■予土線（予土線は北宇和島駅まで予讃線）
北宇和島駅 (U27, G46) - 宇和島駅 (U28, G47)